# Ghostface Killah
Dennis Coles, mais conhecido por Ghostface Killah, (Staten Island, Nova York, 9 de Maio de 1970) é um rapper americano. Ele é membro do grupo Wu-Tang Clan.

## Discografia

### Álbuns
- 1996 - Ironman
- 2000 - Supreme Clientele
- 2001 - Bulletproof Wallets
- 2003 - Shaolin's Finest
- 2004 - The Pretty Toney Album
- 2005 - Put It On The Line
- 2006 - Fishscale
- 2006 - More Fish
- 2007 - Hidden Darts: Special Edition
- 2007 - Big Doe Rehab

### Singles
| Ano  | Título                                                  | Posições nas paradas | Posições nas paradas | Posições nas paradas | Posições nas paradas | Álbum                  |
| Ano  | Título                                                  | EUA R&B/Hip-Hop      | EUA Hot 100          | EUA Hot Rap Tracks   | UK Singles Chart     | Álbum                  |
| ---- | ------------------------------------------------------- | -------------------- | -------------------- | -------------------- | -------------------- | ---------------------- |
| 1996 | "Daytona 500" (part. Raekwon & Cappadonna)              | -                    | -                    | -                    | -                    | Ironman                |
| 1996 | "All That I Got Is You" (part. Mary J. Blige)           | -                    | -                    | -                    | 11                   | Ironman                |
| 2000 | "Apollo Kids"                                           | -                    | -                    | 32                   | -                    | Supreme Clientele      |
| 2000 | "Cherchez LaGhost" (part. U-God)                        | 42                   | 98                   | 3                    | -                    | Supreme Clientele      |
| 2001 | "Never Be the Same Again" (part. Carl Thomas & Raekwon) | 65                   | -                    | 21                   | -                    | Bulletproof Wallets    |
| 2001 | "Ghost Showers"                                         | 77                   | -                    | 11                   | -                    | Bulletproof Wallets    |
| 2003 | "Guerilla Hood"                                         | -                    | -                    | -                    | -                    | 718                    |
| 2004 | "Tush" (part. Missy Elliott)                            | 53                   | -                    | -                    | 34                   | The Pretty Toney Album |
| 2004 | "Run" (part. Jadakiss)                                  | -                    | -                    | -                    | -                    | The Pretty Toney Album |
| 2005 | "Milk Em" (part. Trife/Strange Fruit Project)           | -                    | -                    | -                    | -                    | Put it on the Line     |
| 2006 | "Be Easy"                                               | 91                   | -                    | -                    | -                    | Fishscale              |
| 2006 | "Back Like That (part. Ne-Yo)"                          | 14                   | 61                   | 11                   | 46                   | Fishscale              |
| 2006 | "Summertime" (part. Beyoncé)                            |                      |                      |                      |                      |                        |
| 2006 | "Back Like That(remix)" (part. Ne-Yo & Kanye West)"     |                      |                      |                      |                      | More Fish              |
| 2007 | "Irreplacable (remix)" (part. Beyoncé)                  |                      |                      |                      |                      |                        |

### Participações
- 1995 - "Brooklyn Zoo II" (de Ol' Dirty Bastard álbum Return to the 36 Chambers: The Dirty Version)
- 1995 - Only Built 4 Cuban Linx... (álbum por Raekwon)
- 1995 - "Investigative Reports" & "4th Chamber" (de GZA álbum Liquid Swords)
- 1995 - "Right Back At You" (de Mobb Deep álbum The Infamous)
- 1996 - Sunset Park (executou "Motherless Child")
- 1996 - Don't Be A Menace To South Central While Drinking Your Juice In The Hood (executou: "Winter Warz")
- 1996 - The Great White Hype (executou: "Who's the Champion")
- 1998 - "'97 Mentality",  "Oh Donna"  (de Cappadonna álbum The Pillage)
- 1998 - "Wu Blood-Kin" (de La the Darkman álbum Heist Of The Century)
- 1998 - "Spanish Fly" & "Holocaust (Silkworm)" (de RZA álbum Bobby Digital In Stereo)
- 1998 - Belly (executou: "Windpipe")
- 1999 - Ghost Dog: The Way of the Samurai (executou: "Ice Cream")
- 1999 - "Run 4 Cover" (de Method Man & Redman álbum Blackout!)
- 1999 - "The Game" (de Pete Rock álbum Soul Survivor)
- 1999 - "Da Connection" (de Da Beatminerz álbum Brace 4 Impak)
- 2000 - "Your Child (Kiyamma Griffin Uptempo Mix)" (de Mary J. Blige EP Your Child: The Mixes
- 2000 - "The Heist" (de Busta Rhymes álbum Anarchy)
- 2000 - "Walkin' Through The Darkness" (de álbum "Ghost Dog: The Way of the Samurai)
- 2001 - "Super Model" (de Cappadonna álbum The Yin & The Yang)
- 2001 - "Cream 2001" (de DJ Clue álbum "The Professional, Pt. 2")
- 2002 - "Saviorz Day" (de Sunz Of Man álbum Saviorz Day)
- 2002 - "Silent" (de GZA álbum Legend of the Liquid Sword)
- 2002 - "Thrilla" (de Cassius álbum Au Rêve)
- 2002 - Barbershop (executou: "Love Session")
- 2002 - "Special Delivery Remix" (de Bad Boy Records álbum We Invented The Remix Vol. 1
- 2003 - "Fast Cars" (de RZA álbum Birth Of A Prince)
- 2003 - "Missing Watch" & "Clientele Kids" (de Raekwon álbum The Lex Diamonds Story)
- 2003 - "Ooh Wee" (de Mark Ronson álbum "Here Comes the Fuzz")
- 2003 - "Thank U" (de Mathematics álbum "Love, Hell or Right")
- 2003 - Honey (executou: "Ooh Wee")
- 2004 - Blade: Trinity (executou: "I Gotta Get Paid")
- 2004 - "Afterparty" (de Method Man álbum Tical 0: The Prequel)
- 2004 - "On My Knees" (single de 411 álbum Between the Sheets)
- 2004 - "D.T.D." (de Masta Killa álbum No Said Date)
- 2004 - "Tony/Montana" (de Cormega álbum Legal Hustle)
- 2004 - "Face Off" (de DJ Kay Slay álbum "Streetsweeper Vol. 2")
- 2004 - "He Comes" (de De La Soul álbum The Grind Date)
- 2004 - "Live From The PJ's" (de X-Ecutioners álbum Revolutions))
- 2005 - "Milk 'Em" (de Symbolyc One & Illmind álbum "The Art of One Mind")
- 2005 - "Hideyaface" (de Prefuse 73 álbum Surrounded By Silence)
- 2005 - "The Mask" (de Dangerdoom álbum The Mouse & The Mask)
- 2005 - "Strawberries & Cream", "Real Nillaz" & "U.S.A" (de Mathematics álbum The Problem)
- 2005 - "New York" (de AZ álbum A.W.O.L)
- 2005 - "Spraypaint & Inkpens" (de DJ Green Lantern's Fort Minor mixtape DJ Green Lantern Presents Fort Minor: We Major)
- 2005 - Hitch (executou: "Ooh Wee")
- 2005 - The Boondocks - Granddad's Fight (episode 1) (performer: "Guillotinz (Swordz)")
- 2006 - WWE SmackDown vs. RAW 2007 (executou: "The Champ")
- 2006 - Entourage - Aquamom (episode 1) (executou: "Be Easy")
- 2006 - "Been Through" (de M-1 álbum Confidential)
- 2006 - "It's What It Is" (de Masta Killa álbum Made in Brooklyn)
- 2006 - "Weight" (de Swollen Members álbum Black Magic)
- 2006 - "2K7" (de Dan The Automator álbum "Dan The Automator Presents 2K7")
- 2006 - "Josephine" (de Hi Tek álbum "Hi-Teknology 2: The Chip")
- 2006 - "Crambodia" (de Plastic Little álbum "She's Mature")
- 2007 - "You Know I'm No Good" (de Amy Winehouse single "You Know I'm No Good")
- 2007 - "Irreplaceable (Remix)" (de Beyoncé single "Irreplaceable")
- 2007 - "The Weeping Tiger" (de Cilvaringz álbum "I")
- 2007 - "Game" ft Napoleon (do Wu-Syndicate) (part. nos 2 álbuns, Napoleon's "Kingpin com da Inkpen" & ICC Productions's "Disorderly Conduct" LP)
- 2007 - Def Jam Icon (executou: "The Champ (Remix)")
- 2007 - Skunk Fu (executou: "Skunk Fu! (Opening Credits)")
- 2008 - Jujitsu Deer (executou: "You Know You Down")

- 2015 "Sour Soul" ft BADBADNOTGOOD

## Videografia
- 1996 - Daytona 500
- 1996 - All That I Got Is You
- 1996 - Motherless Child
- 1996 - Camay
- 1996 - Mighty Healthy
- 1998 - Cobra Clutch
- 2000 - Apollo Kids
- 2000 - Cherchez La Ghost
- 2001 - Never Be The Same Again
- 2004 - Run
- 2004 - Tush
- 2004 - Biscuits (Live)
- 2006 - Back Like That

### Participações em videos
- 1994 - Heaven & Hell (Raekwon)
- 1995 - Shadowboxin'/4th Chamber (GZA)
- 1995 - Ice Cream (Raekwon)
- 1995 - Criminology (Raekwon)
- 1998 - Holocaust (RZA)
- 2001 - Stand Up (Charli Baltimore)
- 2001 - Supermodel (Cappadonna)
- 2001 - Knock Knock (GZA)
- 2002 - Savior's Day (Sunz Of Man)
- 2002 - Special Delivery (P. Diddy)
- 2003 - Ooh Wee (Mark Ronson)
- 2003 - Pass The Mic (Theodore Unit)
- 2004 - Live From The PJ's (X-Ecutioners)